# Фрекен Бок
Фре́кен Хильдур Бок (швед. Fröken Hildur Bock) — второстепенный персонаж трилогии о Малыше и Карлсоне шведской писательницы Астрид Линдгрен. Домоправительница (домработница) семьи Свантессонов, присматривающая за хозяйством и за Малышом.
Фре́кен — не часть имени, а родовое слово, используемое в скандинавских странах при упоминании незамужней женщины или при обращении к ней.

## История
Фрекен Бок оказалась суровой пожилой дамой высокого роста, грузной, да к тому же весьма решительной и в мнениях и в действиях. У неё было несколько подбородков и такие злющие глаза, что Малыш поначалу даже испугался.— Астрид Линдгрен «Карлсон, который живет на крыше, опять прилетел», перевод Л. З. Лунгиной.

### В книге
В трилогии Астрид Линдгрен Малыш довольно избалован и очень любим папой с мамой, причём мама Малыша сама ведет хозяйство, не работает, — а фрекен Бок нанимается только для присмотра за ребёнком на время её отъезда на лечение. (В мультфильме же он изображён очень одиноким и обделённым вниманием.)
Невзлюбивший фрекен Бок Малыш сразу же прозвал её домомучительницей.
Фрекен Хильдур Бок — немолодая женщина, старая дева (иначе она называлась бы «фру»), живущая вместе с заносчивой и хвастливой сестрой Фридой. Из-за того, что Фрида однажды выступила по телевизору в передаче о якобы виденных привидениях, Хильдур ей очень завидует. Она держит себя довольно резко, бесцеремонно командуя Малышом, но переволновавшись, забывает о необходимости держать лицо и болтает с ним вполне по-дружески. Фрекен Бок — отличная повариха, хотя и не спешит кормить Малыша плюшками по первому требованию. Её фирменное блюдо — очень острый мясной соус, благодаря которому она всё-таки попадает на телевидение, выступая в передаче «Искусный кулинар».
Отношения с Карлсоном у фрекен Бок не складываются. Карлсон постоянно «низводит» её и пытается «курощать» (то есть укрощать), но у него далеко не всегда это получается. В свою очередь, фрекен Бок называет Карлсона «дрянной мальчишка», считая его ровесником Малыша.
В повести «Карлсон, который живёт на крыше, проказничает опять» фрекен Бок снова присматривает за Малышом. Теперь у неё новая причина для зависти к Фриде — та собирается выйти замуж. Однако оказывается, что жених Фриды Филипп — это грабитель Филле. В конце повести Хильдур с нескрываемым злорадством сообщает сестре, что она выходит замуж за родственника Свантессонов — Юлиуса Янссона, после чего её имя будет звучать как фру Хильдур Янссон (швед. fru Hildur Jansson). Карлсона, который во многом и поспособствовал заключению их брака, она на свадьбу приглашать не собирается. Однако, дядя Юлиус к Карлсону относится хорошо и не против, чтобы тот был на свадьбе. Как сложится судьба фрекен Бок и дяди Юлиуса, точно неизвестно.

### В советском мультфильме
В мультфильме «Карлсон вернулся» домоправительница — крупная женщина с рыжими волосами, низким голосом и резким характером. Её озвучила Фаина Раневская. Героиня предстаёт всегда в фартуке, и она держит всё под неусыпным контролем; она властно доминирует над членами семьи Малыша.
В мультфильме также присутствует дородная кошка «домомучительницы» по имени Матильда, невзлюбившая Малыша — это сугубое изобретение мультипликаторов, в книге такого персонажа нет[значимость факта?].